# Aleucanitis obscurata
Aleucanitis obscurata är en fjärilsart som beskrevs av Otto Staudinger 1882. Aleucanitis obscurata ingår i släktet Aleucanitis och familjen nattflyn. Inga underarter finns listade i Catalogue of Life.